# Aumont (Somma)
Aumont – miejscowość i gmina we Francji, w regionie Hauts-de-France, w departamencie Somma.
Według danych na rok 2011 gminę zamieszkiwało 138 osób, a gęstość zaludnienia wynosiła 42 osoby/km² (wśród 2293 gmin Pikardii Aumont plasuje się na 889. miejscu pod względem liczby ludności, natomiast pod względem powierzchni na miejscu 1035.).